# 石千峰龍屬
石千峰龍屬（學名：Shihtienfenia）是種已滅絕副爬行動物，是鋸齒龍科的一屬，生存於二疊紀晚期的中國。

## 发现
化石发现于中国山西省忻州市西北部的保德县，地处鄂尔多斯盆地东缘，此前曾发现过脊椎、下頜、四肢骨頭化石，2019年首次发现完整头骨。

## 體徵
头骨长约40厘米，膜质骨突起形成长而尖的角，面颊上装饰有显著的锥型角，上颞骨(Supratemporal)角从头骨一角向侧后方伸出，副基蝶骨细长且腹面中间有凹沟，案骨加大并在中间相互接触，使后顶骨不参与形成头骨边缘，上颌齿齿冠扇形具有9-11个齿尖，下颌齿有中脊具17个齿尖。
石千峰龍具有六節薦椎，而非其他鋸齒龍類的四節薦椎，這可能導因於石千峰龍生存於不同於其他鋸齒龍類的環境。

## 分類
在1963年，杨钟健、叶祥奎命名這個物種。在1997年，石千峰龍被歸類於鋸齒龍科。
石千峰龍可能屬於鋸齒龍科的不同亞科。Oskar Kuhn在他的專題論文中，根據腸骨上緣平坦，將石千峰龍歸類於鋸齒龍科的鋸齒龍亞科（Pareiasaurinae）。
2019年发现完整头骨后经鉴定与埃尔金龙关系较近。